# مجلة الفيصل
مجلة الفيصل هي مجلة ثقافية شهرية أُسِّست عام 1977، تصدُر عن دار الفيصل الثقافية التابعة لمركز الملك فيصل للبحوث والدراسات الإسلامية. صدر العدد الأول منها في شهر رجب 1397هـ/ يونيو (حَزِيران) 1977م. وكان أول رئيس تحرير لها علوي طه الصافي، الذي أوضح في افتتاحية العدد الأول هُويَّة المجلة قائلًا: "مجلة الفيصل منطلقاتها البحث عن الحقيقة المجرَّدة بلا إثارة أو افتعال، وبأسلوب واقعي بلا انفعال أو تشنج، وبروحٍ علمية، لا تهويل فيها ولا تجريح".

## رؤساء تحرير المجلة
| رئيس التحرير             | المرحلة                                                       | المصدر |
| ------------------------ | ------------------------------------------------------------- | ------ |
| هباس الحربي              | فبراير 2018 - الآن                                            | [ 3 ]  |
| ماجد الحجيلان            | 2015 - فبراير 2018                                            | [ 3 ]  |
| عبد الله يوسف الكويليت   | ديسمبر 2013 - 2015                                            | [ 4 ]  |
| يحيى محمود بن جنيد       | 1998 - ديسمبر 2013                                            | [ 4 ]  |
| زيد بن عبد المحسن الحسين | ربيع الآخر 1412 - جُمادى الآخرة 1419 أكتوبر 1991 - أكتوبر 1998 | [ 5 ]  |
| علوي طه الصافي           | رجب 1397 - ربيع الأول 1412 يونيو 1977 - سبتمبر 1991           | [ 6 ]  |

## أبواب مجلة الفيصل
- الشعر
- القصة
- المقالات النقدية
- الأحاديث الأدبية
- أخبار الأدباء
- الحركة الثقافية في شهر
- شعراء سعوديون من المكتبة السعودية
- أخبار الغد
- لقاء مع ...[7]